# Rubus oberdorferi
Rubus oberdorferi es una especie de planta del género Rubus, perteneciente a la familia Rosaceae.

## Taxonomía
Rubus oberdorferi fue descrita por H. E. Weber en 1995.

## Distribución
Se encuentra en el territorio de Suiza y Alemania.